# Bob Shirlaw
Robert Alan "Bob" Shirlaw (ur. 9 kwietnia 1943 w Sydney) – australijski wioślarz, srebrny medalista olimpijski.

## Kariera
Wystąpił na igrzyskach olimpijskich w Tokio w 1964, gdzie zajął dziewiąte miejsce w dwójkach bez sternika. Na rozgrywanych cztery lata później igrzyskach olimpijskich w Meksyku Australijczycy w składzie: Alf Duval, Michael Morgan, Joe Fazio, Peter Dickson, David Douglas, John Ranch, Gary Pearce, Bob Shirlaw i Alan Grover (sternik) zdobyli srebrny medal w ósemkach. W finale o 0,98 sekundy przegrali z osadą RFN, a o 1,13 sekundy wyprzedzili osadę ZSRR.
W 2008 został odznaczony Orderem Australii. Po zakończeniu kariery pracował jako trener, na emeryturę przeszedł w 2010.